# Michael Pacher

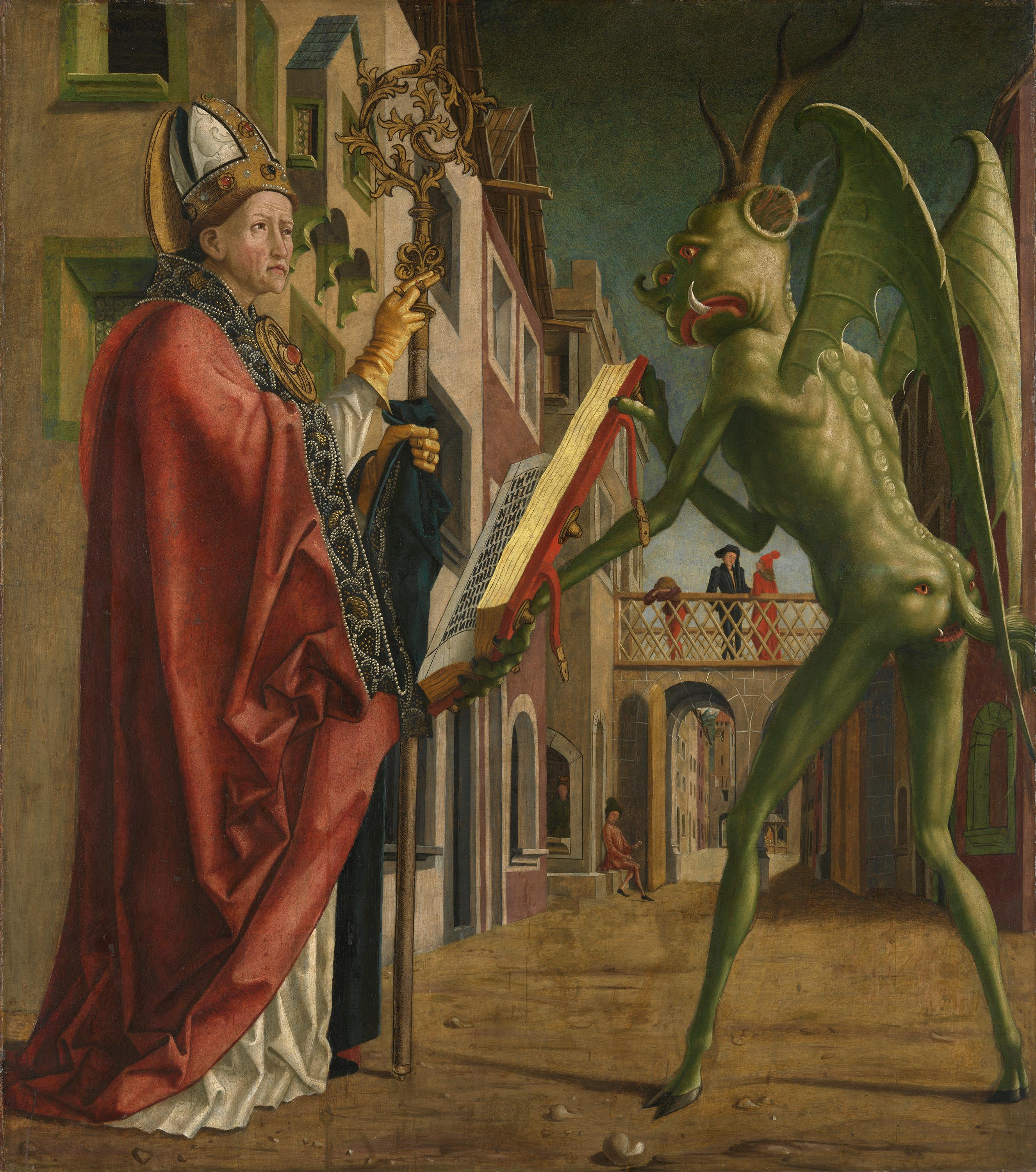
Święty Wolfgang i Diabeł panel ołtarzowy 1483), Stara Pinakoteka, Monachium.

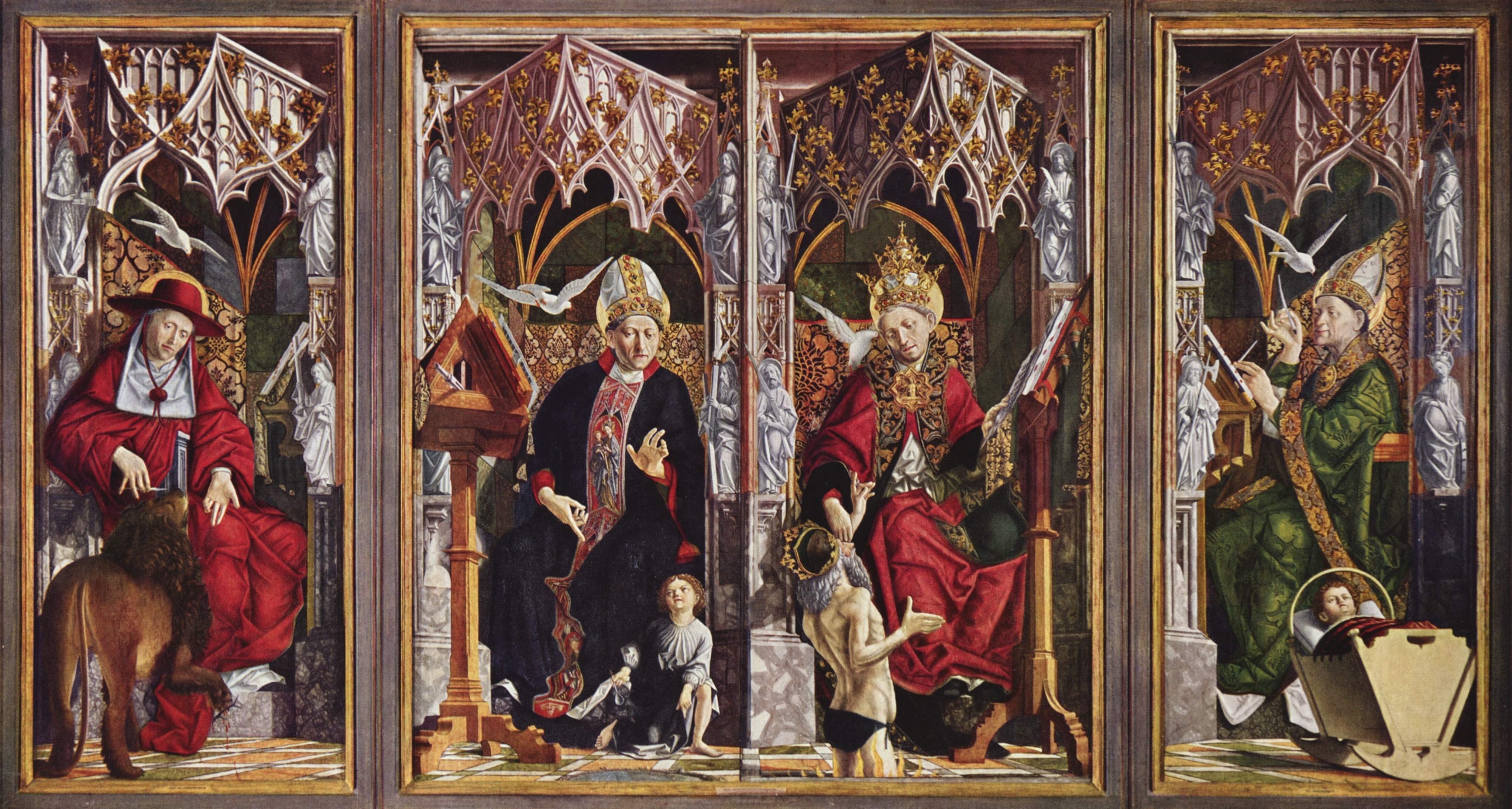
Ołtarz Ojców Kościoła, Stara Pinakoteka, Monachium.

Michael Pacher (ur. ok. 1430 Bruneck, zm. 1498 Salzburg) – austriacki malarz i rzeźbiarz.
Pacher pochodził z Tyrolu w Alpach. Nauki pobierał od miejscowego malarza a następnie założył własną pracownię. Tworzył ołtarze, poliptyki gdzie wykorzystywał talent rzeźbiarski i malarski – środkowe kwatery rzeźbił a boczne malował. Jego styl najbliższy był sztuce nadreńskiej i niderlandzkiej, co może wskazywać na pobyt malarza we Flandrii. W 1460 roku wyjechał do Padwy, gdzie zapewne poznał dzieła Donatella, Andrei Mantegni czy Paola Uccella. W późniejszych latach kilkakrotnie odwiedzał Włochy, co można zauważyć w jego kolejnych pracach. Łączy w nich elementy sztuki północnej z perspektywą i modelunkiem znanym z dzieł włoskich malarzy.
Do najbardziej znanych dzieł należy wieloskrzydłowy rzeźbiony ołtarz w kościele św. Wolfganga w austriackim miasteczku St. Wolfgang im Salzkammergut. W Salzburgu wykonał wysoki na 17 metrów poliptyk (niedokończony z powodu śmierci malarza).

## Dzieła artysty
- Ołtarz Ojców Kościoła – 1482–1483, 216 × 196 cm (deska kwatera środkowa), 216 × 91 cm (kwatery boczne), Stara Pinakoteka Monachium
- Ołtarz św. Wolfganga – 1479–1481, kościół parafialny w St. Wolfgang im Salzkammergut
- Święta Katarzyna – 1465–1470, kwatera Ołtarza św. Wawrzyńca deska 51 × 49,5 cm Innsbruck, Tiroler Landesmuseum Ferdinandeum